# SISAL
SISAL, скраћено од енгл. Streams and Iteration in a Single Assignment Language, је функционални програмски језик опште намене. Сисал је језик изведен из ВАЛ-а, са додатном рекурзијом и коначним током програма. Синтакса Сисала је слична Паскаловој синтакси. Он је дизајниран тако да буде уобичајен језик високог нивоа за програмирање научних апликација на суперкомпјутерима са више процесора и за учење на паралелном програмирању.

## Историја
Сисал је дефинисан 1983. године од стране Џејмса Макгроуа на Универзитету у Манчестеру, Лоренс Ливермор националној Лабораторији, Универзитету у Колораду и DEC-у (Digital Equipment Corporation). Био је прерађен 1985. Прва имплементација је направљена 1986.

## Пример Кода
Програм у Сисалу који приказује 'Здраво свете!' поруку.
```
%

%
 
Здраво
 
свете
!!

%

define
 
main

function
 
main
(
returns
 
array
 
[
Character
])

  

 
"Здраво свете"

end
 
function

```